# ادانوماس
ادانوماس (به لاتین: Adanwomase) در غنا است که در منطقه آشانتی واقع شده‌است.